# Les Violences de Rameau
Albums de Louis Sclavis
Ceux qui veillent la nuit
(1996) Suite africaine
(1999)
Les Violences de Rameau est un album du clarinettiste français Louis Sclavis, paru en 1996 sur le label Edition of Contemporary Music. Ce disque a été enregistré par un sextet constitué de Sclavis aux clarinettes et saxophones, Yves Robert au trombone, Dominique Pifarély au violon, François Raulin au piano, Bruno Chevillon à la contrebasse, et Francis Lassus à la batterie. L'enregistrement se déroule en septembre 1995 et janvier 1996 aux Studios La Buissonne, à Pernes-les-Fontaines, en France.

## Description
Les violences de Rameau est une commande du ministère français de la culture, et a été donné pour la première fois le 24 février 1994 au théâtre de la renaissance à Oullins.
L'album est directement inspiré de plusieurs opéra du compositeur Jean-Philippe Rameau, notamment des Indes Galantes et des Boréades.

### Musiciens
- Louis Sclavis : clarinette, clarinette basse, saxophone soprano
- Yves Robert : trombone
- Dominique Pifarély : violon, violon électrique
- François Raulin : piano, clavier
- Bruno Chevillon : contrebasse
- Francis Lassus : batterie

### Liste des titres
| No  | Titre                           | Auteur                      | Durée |
| --- | ------------------------------- | --------------------------- | ----- |
| 1.  | Le diable et son train          | François Raulin             | 8:42  |
| 2.  | de ce trait enchanté            | Louis Sclavis               | 8:28  |
| 3.  | « venir punir son injustice »   | Yves Robert (transcription) | 1:03  |
| 4.  | charmes                         | Alain Gibert                | 3:47  |
| 5.  | la torture d'Alphise            | Yves Robert/Francis Lassus  | 2:21  |
| 6.  | usage de faux                   | Dominique Pifarély          | 6:00  |
| 7.  | réponses à Gavotte              | Louis Sclavis               | 8:32  |
| 8.  | charmes                         | Alain Gibert                | 0:49  |
| 9.  | pour vous...ces quelques fleurs | Bruno Chevillon             | 4:05  |
| 10. | ismenor                         | François Raulin             | 8:34  |
| 11. | post-mésotonique                | Yves Robert                 | 4:03  |